# Österreichisch-sowjetische Beziehungen
Österreichisch-sowjetische Beziehungen begannen nach der Niederlage und dem militärischen Zusammenbruch Österreich-Ungarns am Ende des Ersten Weltkrieges im Oktober 1918 und der Gründung Sowjetrusslands kurz vorher.

## Erste Kontakte bis 1924
Der erste Kontakt zwischen der Regierung Sowjetrusslands und Deutschösterreich ergab sich aus der Frage des Kriegsgefangenenaustauschs, wobei mit dem Bürgerkrieg in Russland und dem Zusammenbruch Österreich-Ungarns diese Frage jedoch vertagt wurde. Im Jahr 1919 wurden die österreichischen Vertreter in Russland interniert, und im Gegenzug wurde die Kriegsgefangenenfürsorge aus Wien ausgewiesen, da sie „kommunistischen Umsturzversuchen“ Hilfe leiste. Somit war ein Kontakt für einige Jahre nicht möglich.
Für die späteren Beziehungen spielt die Anerkennungsfrage beider Regierungen eine wichtige Rolle. Die Sowjets betrachteten Deutschösterreich als Nachfolger von Österreich-Ungarn, was die österreichische Regierung aber dementierte. Die Sowjets behaupteten auch, dass seit Brest-Litowsk beide Regierungen sich anerkannten. Aber die Frage, ob Österreich Rechtsnachfolger der Monarchie sei oder nicht, spielte eine wichtige Rolle bei den späteren Wirtschaftsbeziehungen.
Russland versuchte, die Kriegsgefangenen als politisches Druckmittel gegen die Republik zu verwenden. Dies aber hatte keinen Einfluss auf Österreich, da es nicht Herr seiner Außenpolitik war. Die Westmächte kontrollierten und blockierten Beziehungen zur RSFSR (Russische Sozialistische Föderative Sowjet Republik). Österreich war es von Seiten der Westmächte (Großbritannien, USA, Frankreich) nicht gestattet, jedwede Kontakte mit dem kommunistischen Sowjetrussland zu haben. Im Jahr 1919 geriet Österreich zwischen die Ost-West-Front, da sie gute Beziehungen zur Räterepublik Ungarn unterhielt. Dies wurde von den Westmächten missbilligt. Als am 1. August 1919 die Ungarische Räterepublik zu Ende ging, flohen Bela Kun und andere Kommunisten nach Österreich. Sie wurden in der Burg Karlstein und später in Steinhof festgehalten. Bela Kun blieb trotzdem politisch aktiv. Frankreich wollte eine strenge Kontrolle der ungarischen Kommunisten von Seiten Österreichs. Die RSFSR mischte sich ein und gab bekannt, dass die Sicherheit der österreichischen Gefangenen vom Wohlergehen Bela Kun abhänge.
Am 16. Jänner 1920 wurde die Blockade gegen die RSFSR aufgehoben und eine Möglichkeit zur Handelsbeziehung mit Sowjetrussland war für alle europäischen Länder offen gestellt. In Kopenhagen begann Außenkommissar Litwinow mit Österreich über den Gefangenenaustausch zu verhandeln. Dafür reiste ein sowjetischer Kurier nach Wien, um mit den ungarischen Kommunisten Kontakt aufzunehmen. Im Jahr 1920 wurde in Wien das sowjetische Informationsbüro eingerichtet und im Gegenzug reiste Otto Pohl als Vertreter der Presseabteilung des österreichischen Außenamtes nach Moskau. Am 2. Februar konnte nach dem estnisch-russischen Frieden die Rückkehr der Kriegsgefangenen über Estland eingeleitet werden. Am 3. September 1920 teilte Čičerin Renner mit, dass die RSFSR bereit sei, die ungarischen Kommunisten aufzunehmen und Österreich solle ihnen freien Abzug gewähren. Čičerin hatte aufgrund der Abhängigkeit Österreichs von den Westmächten in London angefragt. Die Briten wollten sich nicht einmischen. Im Mai 1920 stimmten die Westmächte zu, vorausgesetzt, dass ihre Gefangenen freigelassen würden. Als Österreich eine Stellungnahme der USA verlangte, antworteten diese nicht. Daraufhin begann Österreich direkt mit den Sowjets zu verhandeln. Doch mit dem polnisch-russischen Krieg verschlechterten sich die Beziehungen. Im April 1920 begann Polen seine Offensive und eroberte Anfang Mai Kiew. Ende Mai legte die russisch-ukrainische Sowjetrepublik Protest gegen Österreich ein. Österreich sollte angeblich Rüstungsgüter an Polen geliefert haben. Renner forderte zur Neutralitätspolitik Österreichs im polnisch-russischen Krieg auf. Er schickte Paul Richter, den Vizepräsidenten der Staatskommission für Kriegsgefangenenfragen, nach Kopenhagen. Dieser sollte mit Außenkommissar Litwinow ein Abkommen schließen. Da es in Österreich zur Ablösung der Regierung kommen würde, beschloss die Sowjetmacht, innerhalb von drei Tagen einem Abkommen zustande zu bringen. Es wurde Kopenhagener Abkommen genannt.

### Kopenhagener Abkommen
- § 1: Beide Regierungen verpflichteten sich zur Rückführung der Kriegs- und Zivilgefangenen.
- § 2: Zum Zwecke der Interessensvertretung der Gefangenen sollten am Sitz der Zentralregierungen Vertretungen der vertragsschließenden Regierungen errichtet werden, mit dem Status der Exterritorialität und dem Recht auf verschlüsselten Funkverkehr.
- § 3: Österreich verpflichtet sich zur Neutralität im polnisch-russischen Krieg, zum absoluten Verbot aller Waffen- und Kriegsmateriallieferungen durch sein Gebiet.
- § 4: Die Volkskommissare der ehemaligen ungarischen Räterepublik sollten Freizügigkeit genießen.
- § 5: Zur Wiederherstellung der wirtschaftlichen Beziehungen sollten den obengenannten Vertretungen besondere Bevollmächtigte beigeordert werden.

Das Abkommen diente zur Bereinigung der Kriegsgefangenenpolitik, und ab diesem Zeitpunkt begannen die inoffiziellen diplomatischen Beziehungen, die erst vier Jahre später offiziell anerkannt wurden.
Die Westmächte reagierten anfangs erfreut auf das Abkommen und unterhielten Handelsbeziehungen zu Russland, solange Polen erfolgreich war. Als die Russen zur Gegenoffensive ausholten und Erfolge verzeichneten, griffen die Westmächte auf polnischer Seite ein. Das Abkommen stand nun den Westmächten im Weg, um Österreich in den polnisch-russischen Krieg hineinzuziehen. Die Westmächte bezichtigten Österreich der Parteinahme für Russland. Der Neutralitätsparagraph 3 und die geplante Wiederaufnahme der Handelsbeziehungen mit der Sowjetmacht störten die Westmächte. Die Reparationskommission unter der Leitung von Sir William Goode veranlasste die Aussetzung von Krediten, um Österreich eine neue Vertragsregelung zu zwingen, aber auch, um weitere Abkommen mit Russland zu verhindern.

## Wirtschafts- und diplomatische Beziehungen
Österreich stand wieder zwischen den Fronten und am 15. Juli 1920 wurden die ungarischen Kommunisten gemeinsam mit russischen Kriegsgefangen geheim über deutsches Gebiet nach Russland abgeschoben. Dies war nicht mit Berlin abgesprochen, aber die deutschen Behörden griffen dennoch nicht ein. Bela Kun kam am 11. August in Petrograd (Sankt Petersburg) an.
Am 29. Juli kam es zur Aussetzung der Kredite und Österreich erklärte sich bereit, alle Punkte des Kopenhagener Abkommens, die dem Vertrag von Saint-Germain widersprachen, zu annullieren, bis auf Paragraph 3, den Neutralitätspunkt. Am 23. August 1920 teilte die Reparationskommission mit, dass die Sperre wieder aufgehoben und man mit der Abänderung zufrieden sei. Den Sowjets versicherte man, die Neutralität aufrechtzuerhalten. Alle Parteien waren sich einig, dass Österreich der Neutralitätspolitik Folge leisten müsse.
Da sich die Lage der Sozialdemokratischen Partei nach dem Ende der ungarischen Räterepublik verschlechterte, versuchte Renner in Mitteleuropa einen neutralen Block zwischen den Sowjets und den Westmächten zu bilden. Jedoch verhinderte Frankreich eine Hegemonialpolitik mit den östlichen Nachbarn. Renner wollte verhindern, dass die mitteleuropäischen Staaten ins kommunistische Lager fallen. Die Voraussetzung war nicht schlecht, da sich Deutschland (20. Juli 1920) und die Tschechoslowakei (7. August 1920) im polnisch-russischen Krieg für neutral erklärten. Österreich hatte als Verlierer kein Gewicht und bat deshalb Italien, sich um die Neutralitätsallianz zu bemühen. Italien sah keine Möglichkeit des Entstehens einer solchen Allianz und ließ Renners Plan fallen.
Das Kopenhagener Abkommen spielte eine wichtige Rolle in den Wirtschaftsbeziehungen zwischen Sowjetrussland (RSFSR) und Österreich. Nach der Lockerung der Blockade wurden sofort Handelsbeziehungen aufgenommen. Das größte Problem war, dass man nicht wusste, in welcher Lage sich die RSFSR befand. Es kam von jeder Stelle eine andere Meldung. Österreich bekam von Otto Pohl direkt aus Moskau Informationen. Die Regierung ermutigte Firmen zu Wirtschaftskontakten, aber wollte selbst nicht eingreifen, da Österreich nicht in Konflikt mit den Westmächten kommen wollte. Trotzdem mussten die Geschäfte über die Regierung abgeschlossen werden. Russland wollte, dass man die Handelsvertretung als Studienkommission bezeichnet, damit man Ruhe von den Westmächten hätte. Österreich wollte ohne der Reparationskommission nicht zustimmen. Um die abgerissenen Wirtschaftsbeziehungen bemühte sich die TREUGA (AG für Veredelungsverkehr und treuhändige Güterverwertung), die jedoch daran scheiterte. Mit dem Mai 1921 wurden neue Verhandlungen durch beide Regierungen aufgenommen. Grund hierfür war die Einführung der NEP (Neue Ökonomische Politik / Novaja ėkonomičeskaja politika) in der RSFSR. Am 7. Dezember 1921 schloss man ein Zusatzabkommen, das besonders die Kriegsgefangenentransporte regelte und ein vorübergehendes Wirtschaftsabkommen aufwies.
Artikel 14 des Abkommens verpflichtete die Vertretungen, auf jegliche Agitation und Propaganda gegen die Regierungen oder die staatlichen Einrichtungen des Landes, in dem sie sich befanden, zu verzichten.
Im Jänner 1923 wurden die Beziehungen ausgebaut, und die Frage der „De-jure-Anerkennung“ wurde wichtig. Litwinow und Pohl vereinbarten einen Wirtschaftsvertrag für die später entstehenden österreichisch-russischen Firmen. Die UdSSR (seit Ende 1922) war einer der wichtigsten Handelspartner zwischen 1924 und 1929. Čičerin hielt im März vor dem Zentralenexekutivausschuss in Tiflis ein Referat über die österreichische Lage. Darin heißt es, die Donauföderation sei ein Plan Englands zur wirtschaftlichen Vereinigung der ehemaligen Habsburger-Gebiete, die Frankreich unter der Führung der Tschechoslowakei wissen wollte.
Im August 1924 konnten die ersten echten Beziehungen ohne Hinderung durch das Ausland stattfinden. Die kulturellen, wirtschaftlichen, humanitärer Beziehungen konnten sich nun entfalten.

## Normalisierte Beziehungen
Österreich und die UdSSR nahmen diplomatische Beziehungen im Jahre 1924 auf. Im März 1924 verhandelten in Wien sowjetische und rumänische Delegierte über das Bessarabienproblem. Ein Artikel in der österreichischen Reichspost legte Rumänien nahe, auf einen Teil Bessarabiens zu verzichten. Dies löste rumänische Proteste aus, man warf Österreich eine russophile Haltung vor. In den Balkanstaaten entstand der Verdacht, die österreichische Außenpolitik, die der USSR zugetan war, beruhe auf einem geheimen Einverständnis mit Moskau, Südosteuropa von Wien aus zu revolutionieren. Wien geriet daher ins Kreuzfeuer der Kritik, der kommunistischen Agitation am Balkan Vorschub zu leisten und eine Zweigstelle Moskau zu sein. Die Staaten der kleinen Entente forderten als Bedingungen für Verhandlungen zur wirtschaftlichen Kooperation Österreichs, die Beseitigung aller bolschewistischen Zentralen in Österreich. Außenminister Heinrich Mataja reagierte im Jahr 1925 mit einer scharfen Rede gegen den Kommunismus, was zu Protesten der sowjetischen Regierung führte. Der Konflikt konnte im Juli beigelegt werden, nachdem Mataja seine Aussage, die sowjetische Vertretung in Wien betreibe bolschewistische Propaganda, widerrief. Die österreichische Regierung war wohl im Interesse des Exports in die Sowjetunion bestrebt, den Konflikt mit jener Regierung zu bereinigen. Jedenfalls befürchteten Vertreter der Wirtschaft und Opposition Rückwirkungen der Rede Matajas auf den Handel.
Für die nächsten Jahre sollte sich zeigen, dass die sowjetische Regierung bei jeder Meinungsverschiedenheit zum Nachgeben zwang. So zum Beispiel Anfang 1926: Der Wiener Schwurgerichtshof sprach zwei Exilrussen frei, die ein Attentat auf den bevollmächtigten Vertreter der UdSSR geplant hatten. Das Gericht begründete den Freispruch damit, dass der Attentatsplan in Bulgarien ausgearbeitet worden war. Die Handlungen der Angeklagten auf Österreichischem Gebiet erfüllten nicht den Tatbestand eines Verbrechens. Die sowjetische Regierung protestierte und forderte die Ausweisung aller Exilrussen aus Österreich. Die österreichische Regierung musste versprechen, in Zukunft die Exilrussen stärker zu kontrollieren, und wies die zwei Freigesprochenen aus. Verstimmungen gab es auch, weil die Bundesregierung 1925 den Transport von insgesamt 55 Militärflugzeugen aus Frankreich über Österreich nach Polen erlaubte. Aber auch auf österreichischer Seite hatte man Anlass zum Misstrauen, als im April 1927 ein Spionagering ausgehoben wurde, der im Dienste der sowjetischen Vertretung in Wien stand.

## Gespanntes Verhältnis 1927–1934
Die Beziehungen zur Sowjetunion wurden durch innenpolitische Ereignisse in Österreich im Jahre 1927 (Juli-Aufstand) geschwächt. Infolge des Juliaufstandes wurden in den Wiener Büros für RATAO (Österreichisch-russische Gesellschaft für Russlandgeschäfte) und der RUSAVSTORG (Sowjetische Informationsbüro) Hausdurchsuchungen durchgeführt. Es wurden zwei sowjetische Handelsvertreter vorübergehend festgenommen. Sie wurden verdächtigt, kommunistische Aktionen vorbereitet zu haben, was sich allerdings als unbegründeter Verdacht erwies. Der Streit wurde durch eine Presseerklärung beigelegt.
In den folgenden Jahren stiegen hauptsächlich die Handelsumsätze; die außenpolitischen Beziehungen standen still. Dies kann darauf zurückgeführt werden, dass der sowjetfreundliche Otto Pohl 1927 von seinem Posten abberufen wurde und seine Nachfolger Robert Egon Hein (1927–30) und Heinrich Pacher von Theinburg (1930–38) hatten eine eher gegenteilige Einstellung zur Sowjetunion.
- Pohl, Otto arbeitete als Vertreter der Presseabteilung des Österreichischen Außenamtes in Moskau. Er blieb in Moskau und stellte seine Dienste dem Außenkommissariat als Chefredakteur der Zeitung „Moskauer Rundschau“ zur Verfügung. Darin griff er die österreichische Innen- und Außenpolitik an.

Die Spannungen verdickten sich zu nehmend. 1928 kritisierte die Sowjetunion die Durchfuhr italienischer Waffen durch Österreich nach Ungarn, da sie den Verdacht hatten, die Waffen wären für Polen bestimmt. Die sowjetische Zeitung „Iswestija“ wetterte kurz darauf gegen die Reisen des Bundeskanzler Schober nach Rom, Paris und London unter der Schlagzeile: Die österreichischen Faschisten bieten ihre Dienste im Kampf auf der antisowjetischen Front an.
Čičerin befürchtete faschistische Tendenzen in Österreich und die Anlehnung an Italien. Diese solle von der österreichischen Seite ausgehen. Zwar gab es anfangs wirtschaftliche Probleme in der SU. Im Jahr 1929 verringerte sich der Umfang des Exporthandels und zwischen 1930 und 1933 sank er um 90 %. Der Import jedoch hatte laut UdSSR Statistik ihren Höhepunkt 1928/9 und Österreich für 1931. Durch den sowjetischen Holzdumpingpreis verlangte der Verein der Wald- und Landbesitzer von der Regierung eine internationale Resolution zu erlassen. Die österreichische Regierung fasste einen Abbruch aller Beziehungen zur UdSSR ins Auge. Dies geschah da die österreichische Industrie auf ausländische Märkte angewiesen war, und die UdSSR nicht mehr als Absatzmarkt tragbar war. Im April kommt es zu Importverboten landwirtschaftlicher Produkte aus der UdSSR, wegen der eigenen Produktion innerhalb des Staates. Die österreichische Industrie ist über die Aktion des Landwirtschaftsministers Ender erfreut, da die Handelsbeziehungen leiden könnten und die erfolgreichen Maschinenexporte auf Null geraten könnten. Erst um 1932–34 sinkt der Import um 84 %.
Seit Beginn der Weltwirtschaftskrise hatte sich auf beiden Seiten das Misstrauen vergrößert. In Moskau dachte man an eine antisowjetisch Blockbildung in Europa. Die sowjetische Regierung hatte den Eindruck, dass Österreich sich in die Front gegen die UdSSR einreiht. Gleichzeitig fürchtete man in Österreich die Gefahr eines von der Sowjetunion angezettelten kommunistischen Umsturzes. Es häuften sich auch daher Beschwerden über die Behandlung sowjetischer Staatsbürger durch die österreichische Polizei. Es war fast eine Regel, dass sowjetische Bürger während ihres Aufenthaltes in Österreich von der Polizei aufgesucht und über Zweck und Dauer ihrer Reise vernommen wurden. Die diplomatischen Beziehungen zwischen Moskau und Wien verschlechterten sich immer mehr, besonders als 1932 Dollfuß Bundeskanzler wurde. Er war schon als Landwirtschaftsminister gegen eine Kooperation mit der Sowjetunion aufgetreten.
1933/34 erreichten die österreichisch-sowjetischen Beziehungen ihren absoluten Tiefpunkt. Im Februar 1934 brachte die Iswestija eine Artikelserie über die Kämpfe in Österreich, wobei man sich förmlichen Beschimpfungen der österreichischen Regierung überschlug. Sie rechneten auch mit den Sozialdemokraten ab, weil sie die wahre Kommunistische Lehre verraten hätten. Ab 1934 verloren die bilateralen Beziehungen zwischen Österreich und der UdSSR völlig an Bedeutung. Die Politik der UdSSR gegenüber Österreich in den 1930er Jahren drehte sich, abgesehen vom Außenhandel, nicht um zwischenstaatliche Probleme, sondern um die Anschlussfrage und die mögliche Rolle Österreichs im System der kollektiven Sicherheit.

## Haltung der Sowjetunion zur Anschlussfrage

### Anschlussfreundliche Periode der 1920er Jahre
Nach einer kurzen Episode 1918/19, während die Sowjets einer Donauföderation Sympathie entgegenbrachten, um gleichzeitig ganz Südosteuropa revolutionieren zu können, standen sie ab 1920 dem Anschluss wohlwollend gegenüber. Während der gesamten Zwischenkriegszeit hing die Einstellung der Sowjets zum Anschlussproblem von ihrem Verhältnis zu Deutschland ab. Diese waren nämlich ein Teil der sowjetischen Europapolitik. Es lag im Interesse der Sowjets, die Leidtragenden der Pariser Friedensordnung zu unterstützen. Der Rapallovertrag war der offenkundigste Ausdruck dieser Politik. In diesem Sinne versicherte der Außenkommissar Cicerin dem österreichischen Gesandten, die Sowjetunion bestehe bezüglich der Anschlussfrage auf dem Standpunkt, dass ethnische Einheiten das Recht auf politischen Zusammenschluss gewährt werden müsse. Ende der 1920er Jahre kühlten die deutsch-sowjetischen Beziehungen ab, als sich ein Ausgleich zwischen Deutschland und den Westmächten anbahnte.
Der sowjetische Vertreter in Österreich, Jurenew, beurteilte die Lage und zog daraus den Schluss, die Franzosen hätten schon immer die Erhaltung der Unabhängigkeit Österreichs gefordert, um Österreich von Deutschland zu isolieren. Die wirtschaftliche Katastrophe sei ein Beweis, dass sich Österreich an jemanden anlehnen müsse. Der Tardieu-Plan würde aber für Österreich die wirtschaftliche und finanzielle Kontrolle durch Frankreich oder zumindest den Völkerbund bedeuten. Für die Sowjetunion entständen Nachteile im Handel mit Österreich. Die sowjetische Presse wetterte gegen den französischen Plan, weil sie Absichten zu strategischen und wirtschaftlichen Schwächung der Sowjetunion sah und zeigte sich schließlich über das Scheitern des Projekts befriedigt.

### Änderung der Haltung in den 1930er Jahren
Die Beziehungen zwischen Frankreich, der Sowjetunion und Deutschland waren im Begriff, sich grundlegend umzugestalten. Seit den Locarno-Verträgen (28. November 1925) und dem Eintritt Deutschlands in den Völkerbund waren die Beziehungen Deutschlands zur Sowjetunion abgekühlt. Maxim Litwinow, der 1930 Cicerin als Außenkommissar ablöste, verfolgte eine Neuorientierung auf eine Annäherung an die Westmächte. Die neue Richtung wird durch die Unterzeichnung des Nichtangriffspaktes zwischen Frankreich und der UdSSR am 29. November 1932 bestätigt. Moskau verfolgte dennoch einen bilateralen Kurs, auch nach Hitlers Machtübernahme 1933. Die die UdSSR wollte nicht vorzeitig die Beziehungen abbrechen; es war klar, dass Österreich in seiner derzeitigen Lage nicht existenzfähig war. Jedoch meinte die UdSSR, im Rahmen kapitalistischer Ordnung sei dieses Problem nicht lösbar. Der Anschluss an das Deutsche Reich, das französische und das italienische Projekt waren nach Meinung der Sowjetunion abzulehnen. Der sowjetisch-französische Plan wollte Deutschland in ein System der kollektiven Sicherheit einbinden. Er scheiterte am polnisch-deutschen Nichtangriffspakt (26. Jänner 1934) und an der Ablehnung Deutschlands und Polens. Durch die Machtübernahme Engelbert Dollfuß’ in Österreich machte die Sowjetunion keinen Unterschied zwischen „braunem und schwarzem Faschismus“ und war damit gegen die Regierung Dollfuß. Die Sowjetunion begann somit die ablehnende Haltung zur Anschlussfrage in die Außenpolitik gegen Österreich einzubeziehen. Die sowjetische Politik änderte sich nunmehr gravierend ab dem Jahr 1934, denn es war die Anschlussfrage die wichtigste Frage der Außenpolitik.

## Österreich und der Ostpakt
Der Beschluss des Zentralkomitees vom 12. Dezember 1933 verkündete das Prinzip der „Unteilbarkeit“ des Friedens und seiner „kollektiven Verteidigung“.
Die Sowjetunion erklärte sich einverstanden, dem Völkerbund beizutreten und sprach sich für einen Regionalpakt in Osteuropa aus, an dem auch Frankreich teilnehmen sollte. Die betroffenen Staaten sollten sich im Falle eines Angriffes Beistand leisten. 1933, nach dem Austritt Deutschlands aus dem Völkerbund, hatte Frankreich der Sowjetunion zusätzlich zum Nichtangriffspakt von 1932 einen Beistandspakt vorgeschlagen. Am 28. Dezember 1933 übergab der sowjetische Vertreter in Paris dem französischen Außenminister den Entwurf für einen Regionalpakt. Die Teilnehmer sollten sein:
- Sowjetunion,
- Frankreich,
- Belgien,
- Tschechoslowakei,
- Polen,
- die baltischen Staaten und
- Finnland.

Deutschland sollte in den Pakt aufgenommen werden. Der Ostpakt sah aber nicht von vornherein die Teilnahme Österreichs vor. Die österreichische Regierung verhielt sich gegenüber den Vorschlägen für dieses System kritisch bzw. ablehnend. Am 18. September 1934 wurde die Sowjetunion Mitglied des Völkerbundes und erhielt einen ständigen Sitz im Rat des Völkerbundes.

## Außenhandel
Der Handel ging 1929 ein wenig zurück, die zweite Phase kam 1932 und die dritte 1935. Anfangs war noch alles stark vertreten. 1932 sinken die Textilindustrieprodukte. Weitere Geräte, Agrarmaschinen oder KFZ fallen aus dem Export von Österreich. 1935 werden nur noch Präzisionsgeräte, Metall, Metallwaren und besondere Maschinen exportiert. Mit der Erfüllung des ersten Fünfjahresplan konnte die UdSSR selbst die meisten Waren produzieren und ist nicht mehr auf das Ausland angewiesen.

### Ursachen des Rückganges des Handels
Der erste schwere Schlag kam mit der Weltwirtschaftskrise die Österreich besonders traf. Die Nachfolgestaaten hielten an der Politik des Protektionismus fest. Landwirtschaft und Industrie fordern die Regierung auf ebenfalls Schutzzölle zu errichten. Österreich hatte nicht nur dieses Problem, denn es wurde langsam Zahlungsunfähig. In den 1920ern hatte man durch staatliche oder private Kredite die Handelsbilanz ausgeglichen. Mit dem Zusammenbruch der Creditanstalt (CA) verschärfte sich die Finanzlage. Die Regierung begann die Importe zu verringern und stoppte somit die völlige Zahlungsunfähigkeit des Landes. 1932 kam es zu Importverbote von bestimmten Produkten. Zwischen 1932 und 1936 gab es 22 Importverbotverordnungen. Im April 1930 versuchte Schober in Paris und London neue Anleihen zu erhalten. Dies rief heftigen Protest der Sowjetunion hervor, die dies als antisowjetische Maßnahme sah.
Österreichische Handelsstatistik in Millionen Schilling:
| Jahr | Import | Export | E:I   |
| ---- | ------ | ------ | ----- |
| 1928 | 3239   | 2208   | −1031 |
| 1929 | 3263   | 2189   | −1074 |
| 1930 | 2699   | 1851   | −848  |
| 1931 | 2161   | 1291   | −870  |
| 1932 | 1384   | 764    | −620  |
| 1933 | 1149   | 773    | −376  |
| 1934 | 1153   | 857    | −296  |
| 1935 | 1206   | 895    | −311  |
| 1936 | 1249   | 951    | −298  |
| 1937 | 1454   | 1217   | −237  |

Im Jahr 1932 konnte die Landwirtschaft die Kaufkraft erhöhen, und der Dienstleistungsverkehr schaffte es Überschüsse zu erzielen. Dies führte zu einer eigenen Tilgung der negativen Handelsbilanz verwendet werden. Ausländische Kredite waren somit nicht mehr nötig.
Ende 1931 versuchte Österreich mit Ungarn, Jugoslawien, der Tschechoslowakei und Rumänien eine Zollunion zu schließen. Man nannte dies Tardieu-Plan. Dieser Plan scheiterte 1932 bei der Konferenz in Stresa. Jedoch versuchten Österreich und Ungarn mit Italien eine kleine Zollunion aufzubauen. Am 3. Juli 1933 schlossen die UdSSR, Lettland, Estland, Rumänien, Polen, Persien, Afghanistan und die Türkei den Briand-Kollegg-Pakt der verhindern sollte, dass sich diese Staaten angreifen (Pakt der kleinen Entente).
Die Aufnahme der UdSSR in den Völkerbund wurde in den folgenden Monaten März und April heftig diskutiert. In allen europäischen Presseorganen konnte man von einem nahen Beitritt lesen.
Im Oktober verließ Hitler-Deutschland den Völkerbund unter Protest der teilnehmenden Staaten. In der Sowjetunion kommt es im Laufe der nächsten Monate zu antideutschen Äußerungen und zum Konfrontationskurs Deutschlands und der Sowjetmacht. Die deutschen Journalisten müssen mit diesem politischen Umschwung gegen das Reich das Land umgehend verlassen. Ende 1933 hatte Rom und Moskau versucht die diplomatischen Beziehungen zu festigen, Roma hoffte auf eine Verbesserung der Beziehungen Moskau mit Berlin. Nach den Gesprächen verlor Rom die Illusion einer Verständigung zwischen den beiden Staaten.
Am 20. Juli 1934 wird über die Aufnahme der UdSSR diskutiert und die Sowjetunion verlangt einen Pakt in den alle Nachbarn Deutschland mit Deutschland zusammengeschlossen würden.
Am 17. März 1934 wurde dies Ziel in Rom erreicht. Es begann die wirtschaftliche und politische Zusammenarbeit unter diesen Staaten. Weitere Einzelabkommen wurden mit Frankreich (1934), Polen (1933), Tschechoslowakei (1936). Aber die Auswirkung war zu gering gegenüber den Römer-Pakt-Staaten. Zwischen 1934 und 1937 wurde 25 % des Gesamtexportes in die Römer-Pakt-Staaten geliefert.
Römerprotokoll-Staaten
Handel mit Italien
| Jahr | Import | Export | E:I  |
| ---- | ------ | ------ | ---- |
| 1929 | 120,6  | 196,5  | 75,9 |
| 1930 | 107,1  | 175,8  | 68,7 |
| 1931 | 94     | 108,6  | 14,6 |
| 1932 | 68,4   | 75,6   | 7,2  |
| 1933 | 50,4   | 86,9   | 36,5 |
| 1934 | 49,6   | 91,3   | 41,7 |
| 1935 | 57,4   | 127,4  | 70   |
| 1936 | 59     | 129,5  | 70,5 |
| 1937 | 80,3   | 172,6  | 92,3 |

Handel mit Ungarn
| Jahr | Import | Export | E:I    |
| ---- | ------ | ------ | ------ |
| 1929 | 327,8  | 164,5  | −163,3 |
| 1930 | 285,1  | 117,8  | −167,3 |
| 1931 | 197,6  | 90     | −107,6 |
| 1932 | 135,9  | 71,2   | −64,7  |
| 1933 | 135    | 76,9   | −58,1  |
| 1934 | 129,2  | 98,4   | −30,8  |
| 1935 | 115    | 96,4   | −18,6  |
| 1936 | 118,3  | 94,4   | −23,9  |
| 1937 | 131,7  | 111,2  | −20,5  |

## Gaslieferung

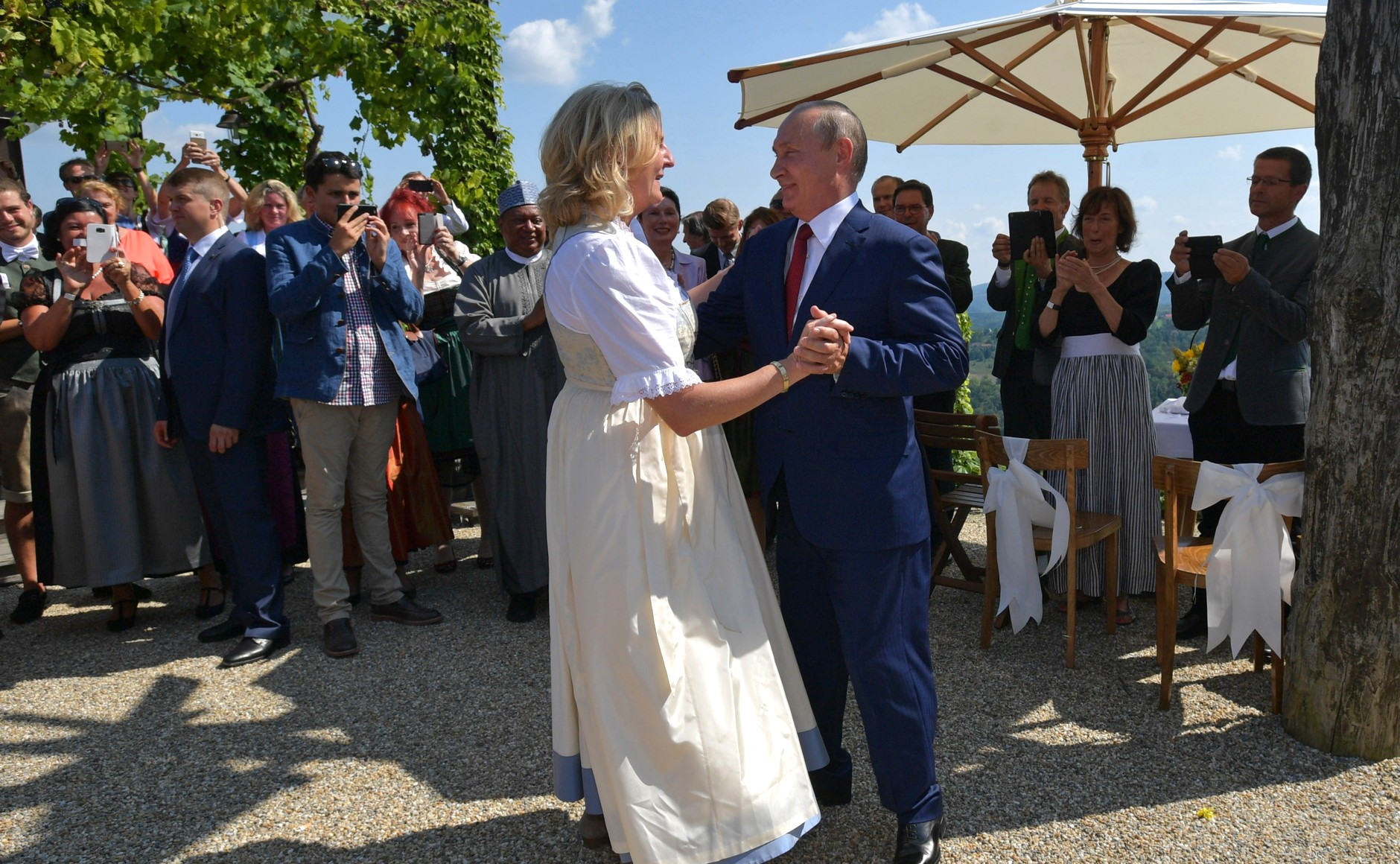
Wladimir Putin auf der Hochzeit von Karin Kneissl (2018)

Österreich und die Sowjetunion schlossen 1968 einen Gasliefervertrag welcher 2018 mit der Russischen Föderation verlängert wurde, und Österreich in starke Abhängigkeit durch vertragliche Bindungen brachte. Letztere Verlängerung war an einem Höhepunkt Russisch-Österreichischer Beziehungen, welcher ein paar Monate nach Vertragsabschluss im Besuch von Wladimir Putin bei der Hochzeit von der damaligen Außenministerin Karin Kneissl, der ÖVP-FPÖ Koalition unter Sebastian Kurz, seine Pointierung fand.